# Les Sœurs Munakata
Pour plus de détails, voir Fiche technique et Distribution.
Les Sœurs Munakata (宗方姉妹, Munekata kyōdai) est un film japonais de Yasujirō Ozu, sorti en 1950. Comme dans tous les films de la dernière période d'Ozu, le film gravite autour de la famille, tiraillée entre tradition et modernité.

## Synopsis
Ici, Setsuko et Mariko Munakata sont sœurs, pourtant tout les sépare. Mariko préfère profiter de sa jeunesse tandis que sa sœur s'est empressée de se marier avec Mimura qui, sans emploi au sortir de la Seconde Guerre mondiale, s'est plongé dans la boisson. Mariko rencontre Hiroshi, ancien amoureux de sa sœur, et se rend compte que ceux-ci éprouvent encore des sentiments l'un envers l'autre.

## Fiche technique
- Titre : Les Sœurs Munakata
- Titre original : 宗方姉妹 (Munekata kyōdai?)[1]
- Réalisation : Yasujirō Ozu
- Assistant réalisateur : Seiichirō Uchikawa (ja)
- Scénario : Yasujirō Ozu, Kōgo Noda, d'après un roman de Jirō Osaragi
- Décors : Tomoo Shimogawara
- Photographie : Jōji Ohara
- Montage : Toshio Goto
- Musique : Ichirō Saitō
- Pays de production :  Japon
- Langue originale : japonais
- Producteurs : Hiroshi Higo et Eisei Koe
- Société de production : Shintōhō
- Format : noir et blanc — 1,37:1 — 35 mm — son mono
- Genre : drame
- Durée : 112 minutes[2] (métrage : douze bobines — 3 080 m[2])
- Date de sortie :
  - Japon : 25 août 1950[2]
  - France : 25 octobre 2023[3]

## Distribution
- Kinuyo Tanaka : Setsuko Munakata
- Hideko Takamine : Mariko Munakata
- Ken Uehara : Hiroshi Tashiro
- Sanae Takasugi : Yoriko Mashita
- Chishū Ryū : Tadachika Munakata
- Sō Yamamura : Ryosuke Mimura
- Yūji Hori (ja) : Maejima
- Tatsuo Saitō : Jō Uchida

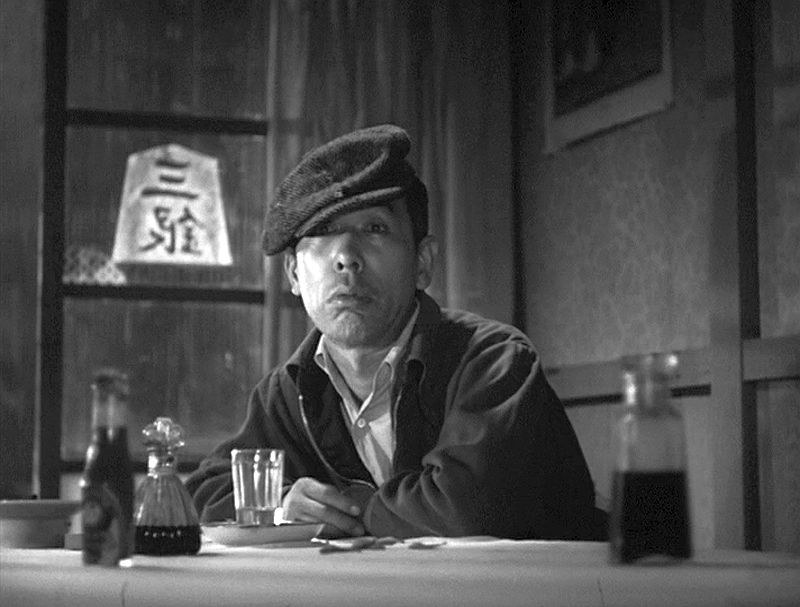
Reikichi Kawamura, un client du.

- Kamatari Fujiwara : le propriétaire du bar « Sangin »
- Noriko Sengoku : la serveuse du « Sangin »
- Reikichi Kawamura : un client du « Sangin »
- Yoshiko Tsubouchi : Mieko
- Setsuko Horikoshi (ja) : la serveuse de l'auberge

## Autour du film
La revue Kinema Junpō place le film à la 7e place de son classement des dix meilleurs films japonais de l'année 1950, c'est Quand nous nous reverrons... (また逢う日まで, Mata au hi made) de Tadashi Imai qui occupe la tête de ce classement cette année-là.